# Hypodeva superba
Hypodeva superba is een vlinder uit de familie visstaartjes (Nolidae). De wetenschappelijke naam van deze soort is voor het eerst geldig gepubliceerd in 1911 door Druce.
De soort komt voor in tropisch Afrika.